# امیل هامیلیوس
امیل هامیلیوس (انگلیسی: Émile Hamilius; ۱۶ مهٔ ۱۸۹۷ – ۷ مارس ۱۹۷۱) بازیکن فوتبال و سیاستمدار اهل لوکزامبورگ بود. وی از سال ۱۹۴۶ تا ۱۹۶۳ شهردار لوکزامبورگ سیتی بوده‌است.
وی همچنین برندهٔ جوایزی همچون صلیب فرماندهی شوالیه از نشان شایستگی جمهوری فدرال آلمان شده‌است.